# Venedigergruppe

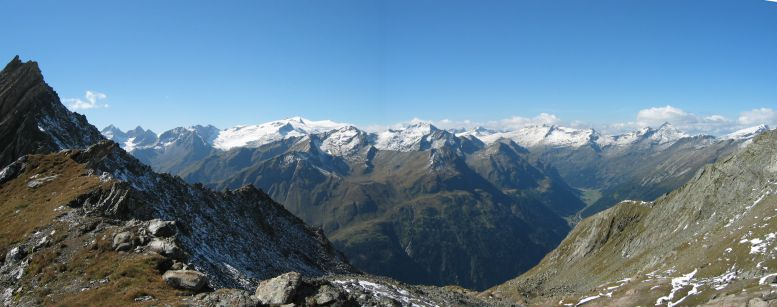
Venedigergruppe von Osten

Die Venedigergruppe ist eine Gebirgsgruppe in den zentralen Ostalpen. Zusammen mit der Ankogelgruppe, der Goldberggruppe, der Glocknergruppe, der Schobergruppe, der Kreuzeckgruppe, der Granatspitzgruppe, den Villgratner Bergen und der Rieserfernergruppe bildet die Venedigergruppe die Großgruppe der Hohen Tauern. Anteil an der Venedigergruppe haben Österreich mit den Bundesländern Salzburg und Tirol sowie Italien mit der Provinz Südtirol. Tirol (Osttirol) hat den größten Anteil an der Gebirgsgruppe. Der höchste Gipfel der Venedigergruppe ist der namensgebende Großvenediger (3657 m ü. A.).
Die Venedigergruppe umfasst den Hauptkamm der Hohen Tauern im westlichen Teil. Die Felbertauernstraße verläuft auf der Ostseite der Gruppe. Die Venedigergruppe ist die am meisten vergletscherte Gebirgsgruppe in den Hohen Tauern. Die Berühmtheit des Hauptgipfels der Gruppe, des Großvenedigers, lässt die anderen Gebiete und Berge etwas in den Hintergrund treten. Dabei bietet die Gruppe eine große Zahl an Gipfeln, Höhenwegen (wie etwa dem Venediger Höhenweg) und Hütten. Die Herkunft des Namens ist nicht eindeutig. Nach einer Sage erblickten einheimische Hirten irgendwann zum ersten Mal die riesige glänzende Eismasse dieser Berge und glaubten, einen Seespiegel mit einer Stadt zu sehen („Venedig“), der Name wird aber auch auf die Venediger zurückgeführt.

## Benachbarte Gebirgsgruppen
Die Venedigergruppe grenzt an die folgenden anderen Gebirgsgruppen der Alpen:
- Kitzbüheler Alpen (im Norden)
- Granatspitzgruppe (im Osten)
- Villgratner Berge (im Süden)
- Rieserfernergruppe (im Südwesten)
- Zillertaler Alpen (im Westen)

## Umgrenzung
Im Norden bildet das Oberpinzgau die Grenze von Krimml die Salzach flussabwärts bis Mittersill. Im Osten verläuft die Grenze von Mittersill südwärts entlang des Felber Baches, über den Felber Tauern und weiter entlang des Tauernbachs bis Matrei in Osttirol. Von dort folgt die Grenze weiter südwärts der Isel bis zum Ort Huben. Im Süden bildet das Defereggental die Grenze von Huben die Schwarzach flussaufwärts bis zur Jagdhausalm und zum Klammljoch. Vom Klammljoch geht es wieder abwärts entlang des Klammlbachs und durch das Reintal bis Sand in Taufers. Im Westen verläuft die Grenze entlang des Ahrntals von Sand in Taufers bis zur Birnlücke und durch das Krimmler Achental nach Krimml.
Die Birnlücke verbindet die Venedigergruppe mit den Zillertaler Alpen. Das Klammljoch stellt die Verbindung zur Rieserfernergruppe her. Der Felber Tauern verbindet die Venedigergruppe mit der Granatspitzgruppe.
Während vom Hauptkamm Seitenkämme regelmäßig nach Norden führen, fächern sich nach Süden die Kämme ausladend auf und bilden eigene Untergruppen, so die Durreckgruppe, den Panargenkamm und die Lasörlinggruppe.
Zwischen dem stark vergletscherten Hauptkamm und der Lasörlinggruppe befindet sich mit dem Virgental das einzige dauernd besiedelte Tal inmitten der Venedigergruppe.
Wesentliche Teile der Venedigergruppe auf österreichischer Seite gehören zur Kernzone des Nationalparks Hohe Tauern, auf italienischer Seite zum Naturpark Rieserferner-Ahrn.

## Gebirgskämme
- Dorferkamm
- Eichhamkamm
- Frosnitzkamm
- Glockhauskamm
- Gschlößkamm
- Habachkamm
- Hohes Gletscherdach
- Hollersbachkamm
- Krimmler Kamm
- Lasörlinggruppe
- Maurerkamm
- Obersulzbachkamm
- Panargenkamm
- Pferrerkamm
- Prettaukamm
- Rosenspitzegruppe
- Roßhufkamm
- Tauernhauptkamm
- Umbalkamm
- Untersulzbachkamm
- Viltragenkamm
- Wallhornkamm
- Zentraler Venedigerstock

## Gipfel
Sämtliche benannte Dreitausender in der Venedigergruppe:
- Großvenediger, 3657 m ü. A.
- Rainerhorn, 3559 m ü. A.
- Hohes Aderl, 3506 m ü. A.
- Schwarze Wand, 3503 m ü. A.
- Dreiherrenspitze, 3499 m ü. A.
- Rötspitze, 3496 m ü. A.
- Westliche Simonyspitze, 3473 m ü. A.
- Kleinvenediger, 3468 m ü. A.
- Hoher Zaun, 3451 m ü. A.
- Östliche Simonyspitze, 3442 m ü. A.
- Umbalköpfl, 3426 m ü. A.
- Daberspitze, 3402 m ü. A.
- Hintere Gubachspitze, 3387 m ü. A.
- Hoher Eichham, 3371 m ü. A.
- Nördliche Malhamspitze, 3368 m ü. A.
- Großer Geiger, 3360 m ü. A.
- Großer Happ, 3352 m ü. A.
- Südliche Malhamspitze, 3326 m ü. A.
- Vorderer Maurerkeeskopf, 3325 m ü. A.
- Vordere Gubachspitze, 3316 m ü. A.
- Großer Hexenkopf, 3314 m ü. A.
- Hinterer Maurerkeeskopf, 3311 m ü. A.
- Kristallwand, 3310 m ü. A.
- Weißspitze, 3300 m ü. A.
- Keeskogel, 3291 m ü. A.
- Schlieferspitze, 3290 m ü. A.
- Untere Rötspitze, 3289 m ü. A.
- Mittlerer Maurerkeeskopf, 3283 m ü. A.
- Vorderer Seekopf, 3282 m ü. A.
- Quirl, 3251 m ü. A.
- Niederer Eichham, 3247 m ü. A.
- Stein am Ferner, 3246 m ü. A.
- Mullwitzaderl, 3244 m ü. A.
- Hohe Fürleg, 3243 m ü. A.
- Hinterer Seekopf, 3234 m ü. A.
- Steingrubenkogel, 3231 m ü. A.
- Althausschneidespitze, 3225 m ü. A.
- Wunspitze, 3217 m ü. A.
- Säulkopf, 3209 m ü. A.
- Plattiger Habach, 3207 m ü. A.
- Hoher Rosshuf, 3199 m ü. A.
- Zopetspitze, 3198 m ü. A.
- Kleiner Hexenkopf, 3194 m ü. A.
- Kuhhaut, 3190 m ü. A.
- Löffelspitze, 3190 m ü. A.
- Malhamhorn, 3186 m ü. A.
- Steinkarkogel, 3180 m ü. A.
- Jagdhausspitze, 3165 m ü. A.
- Hohe Achsel, 3161 m ü. A.
- Hohes Kreuz, 3159 m ü. A.
- Kreuzspitze, 3155 m ü. A.
- Schliefertürme, 3142 m ü. A.
- Säulspitze, 3137 m ü. A.
- Hintere Sonntagsköpfe, 3136 m ü. A.
- Tredeberspitze, 3134 m ü. A.
- Hohe Warte, 3128 m ü. A.
- Nördlicher Rotenmannkopf, 3127 m ü. A.
- Bachmayrspitze, 3120 m ü. A.
- Südlicher Rotenmannkopf, 3119 m ü. A.
- Törlbirgkopf, 3115 m ü. A.
- Lengspitze, 3105 m ü. A.
- Glockhaus, 3103 m ü. A.
- Große Jaidbachspitze, 3100 m ü. A.
- Schwarzes Hörndl, 3100 m ü. A.
- Hinterer Sajatkopf, 3098 m ü. A.
- Törlspitze, 3092 m ü. A.
- Merbspitze, 3090 m ü. A.
- Wunwand, 3090 m ü. A.
- Gamsmutter, 3089 m ü. A.
- Gastacher Wände, max. 3087 m ü. A.
- Arventalspitze, 3083 m ü. A.
- Rotenmannspitze, 3077 m ü. A.
- Unlaßkarkopf, 3074 m ü. A.
- Gabelspitze, 3071 m ü. A.
- Käferfeldeck, 3070 m ü. A.
- Rauhkopf, 3070 m ü. A.
- Krimmler Törlkopf, 3063 m ü. A.
- Habachspitze, 3062 m ü. A.
- Tulpspitze, 3054 m ü. A.
- Ahrner Kopf, 3051 m ü. A.
- Blessachkopf, 3050 m ü. A.
- Mittereggspitze, 3044 m ü. A.
- Schernerskopf, 3033 m ü. A.
- Ogasilspitze, 3032 m ü. A.
- Foiskarkopf, 3029 m ü. A.
- Vorderkopf, 3024 m ü. A.
- Kratzenberg, 3022 m ü. A.
- Wildenkogel, 3021 m ü. A.
- Südliche Göriacher Röte, 3020 m ü. A.
- Larmkogel, 3017 m ü. A.
- Nördliche Göriacher Röte, 3011 m ü. A.
- Weiglkarkopf, 3009 m ü. A.
- Ochsenbug, 3007 m ü. A.
- Essener Eck, 3006 m ü. A.
- Kemetspitze, 3004 m ü. A.
- Bretterspitze, 3001 m ü. A.
- Pillewizer, 3000 m ü. A.

Panargenkamm:
- Keesegg, 3173 m ü. A.
- Alplesspitze, 3149 m ü. A.
- Totenkarspitze, 3133 m ü. A.
- Panargenspitze, 3117 m ü. A.
- Seespitze, 3021 m ü. A.

Lasörlinggruppe:
- Lasörling, 3098 m ü. A.
- Stampfleskopf, 3071 m ü. A.
- Rosenspitze, 3060 m ü. A.
- Großschober, 3054 m ü. A.
- Reichenberger Spitze, 3030 m ü. A.
- Finsterkarspitze, 3029 m ü. A.
- Blindis, 3000 m ü. A.

## Touristisches
Die Venedigergruppe ist touristisch gut erschlossen. Neben einer Unzahl an bewirtschafteten Almen und Gasthäusern gibt es auch eine große Zahl an Schutzhütten der Alpenvereine:
- Alte Prager Hütte, 2489 m ü. A.
- Badener Hütte, 2608 m ü. A.
- Bergeralm, 1845 m ü. A.
- Bergerseehütte, 2182 m ü. A.
- Berndlalm, 1500 m ü. A.
- Bodenalm, 1954 m ü. A.
- Bonn-Matreier Hütte, 2750 m ü. A.
- Clarahütte, 2038 m ü. A.
- Defreggerhaus, 2962 m ü. A.
- Eisseehütte, 2521 m ü. A.
- Essener-Rostocker Hütte, 2208 m ü. A.
- Gottschaunalm, 1943 m ü. A.
- Innergschlöss-Alm, 1698 m ü. A.
- Johannishütte, 2121 m ü. A.
- Kleine-Philipp-Reuter-Hütte, 2692 m ü. A.
- Kürsingerhütte, 2558 m ü. A.
- Lenkjöchlhütte, 2603 m ü. A.
- Matreier Tauernhaus, 1512 m ü. A.
- Moa Alm, 1410 m ü. A.
- Neue Fürther Hütte, 2201 m ü. A.
- Neue Prager Hütte, 2796 m ü. A.
- Neue Thüringer Hütte, 2240 m ü. A.
- Nilljochhütte, 1990 m ü. A.
- Postalm, 1700 m ü. A.
- Neue Reichenberger Hütte, 2586 m ü. A.
- Neue Sajathütte, 2600 m ü. A.
- Venedigerhaus, 1700 m ü. A.
- Warnsdorfer Hütte, 2336 m ü. A.
- Wetterkreuzhütte, 2106 m ü. A.
- Zupalseehütte, 2350 m ü. A.

## Bilder

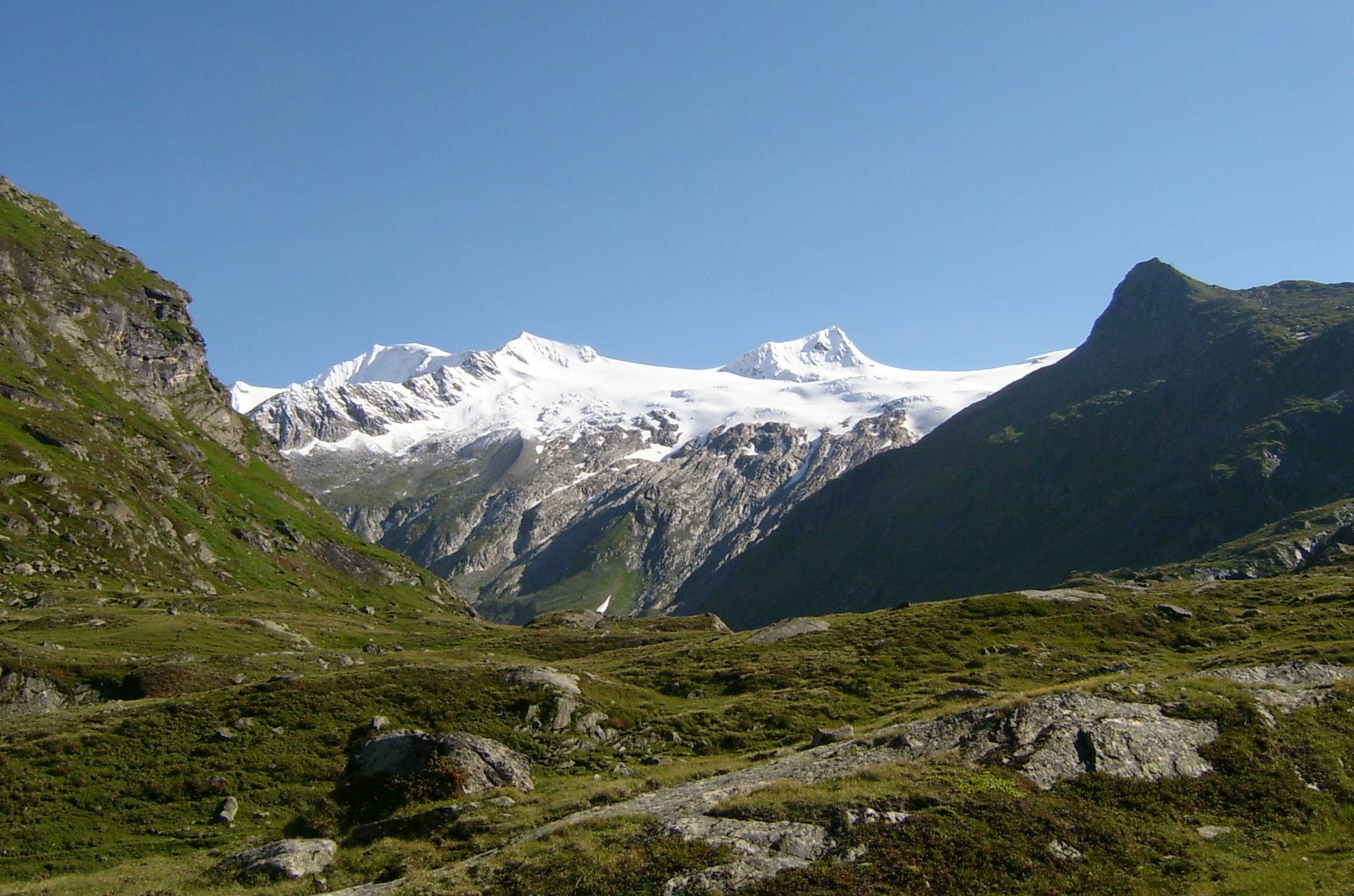
Großvenediger von Süden von der Johannishütte (der höchste Punkt links hinten), nach rechts: Hohes Aderl, Rainertörl und Rainerhorn
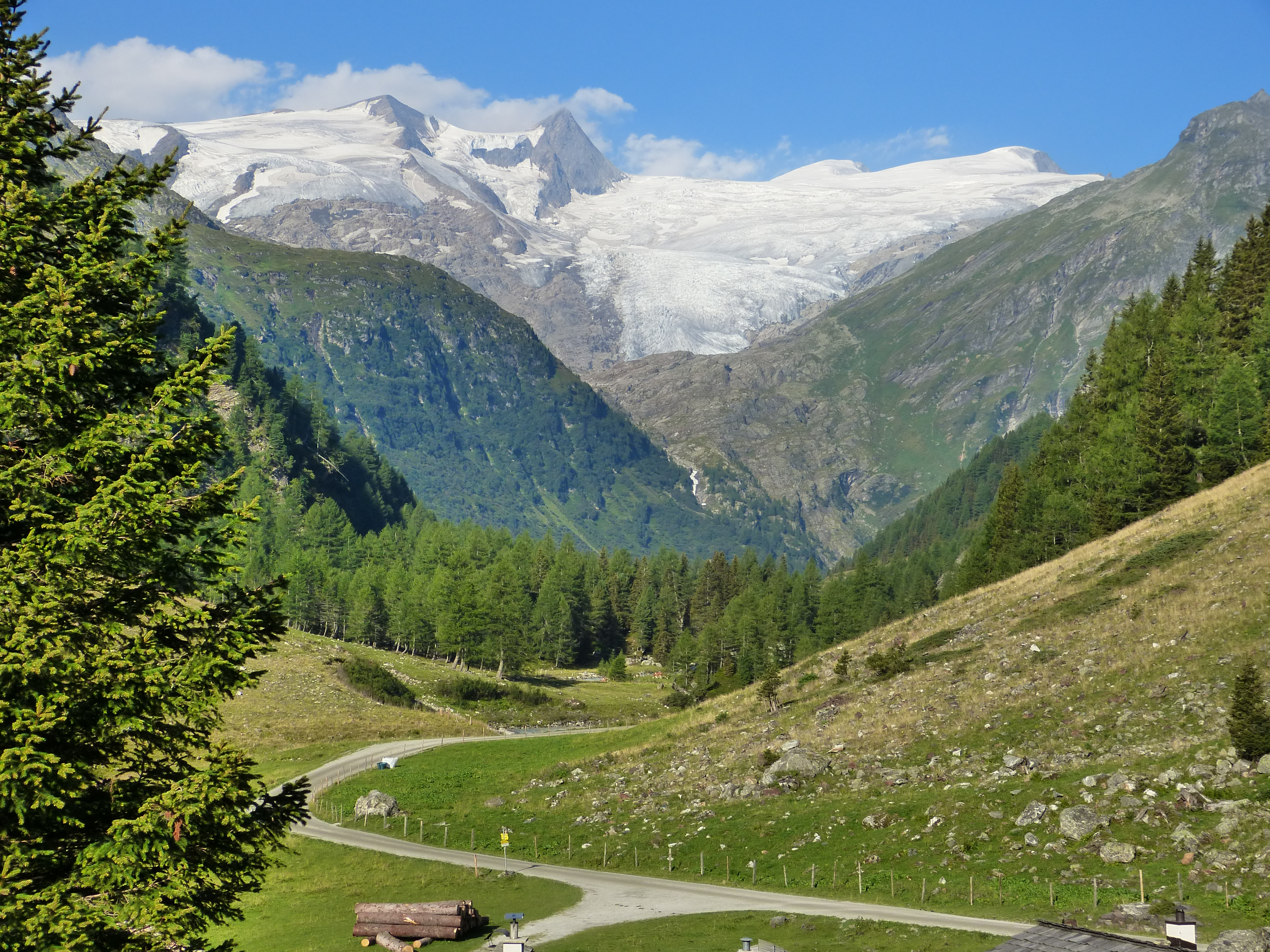
Blick vom Gschlösstal nach Westen
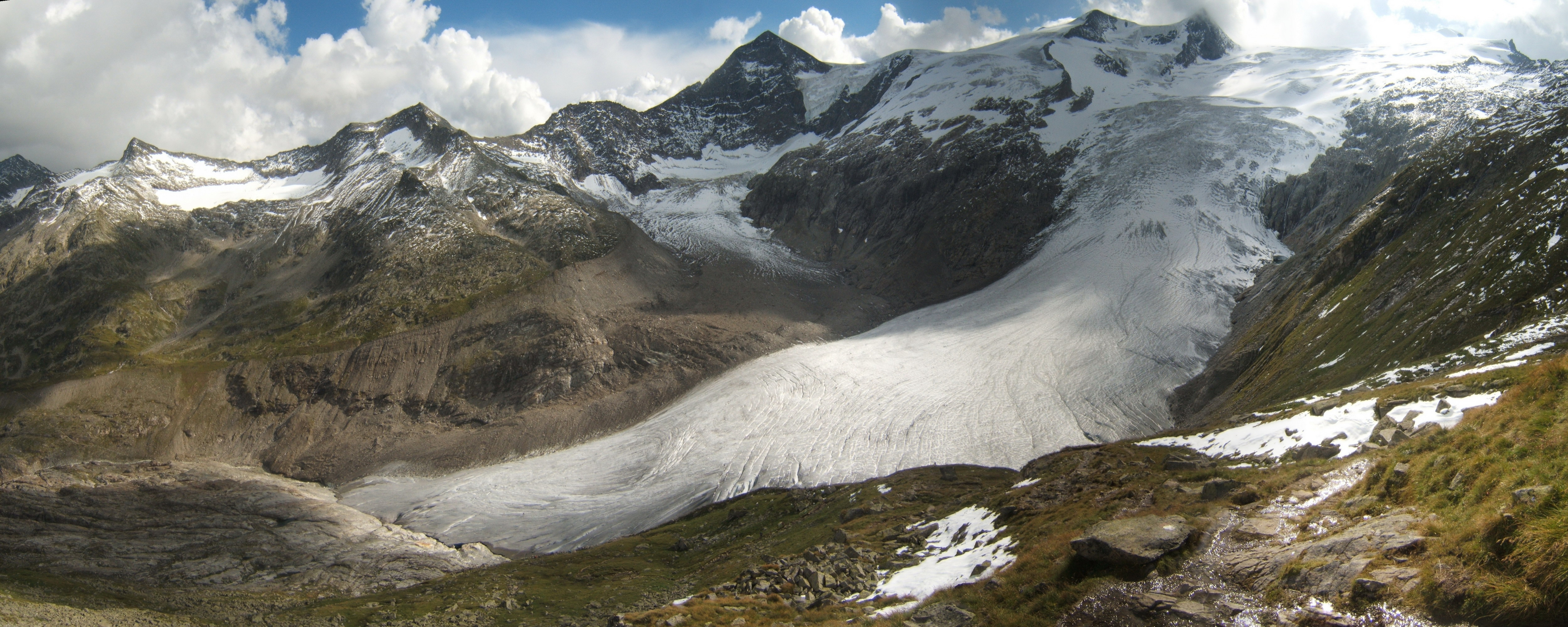
Schlatenkees von der Alten Prager Hütte aus gesehen, dahinter in der Bildmitte, die Kristallwand, 3310 m
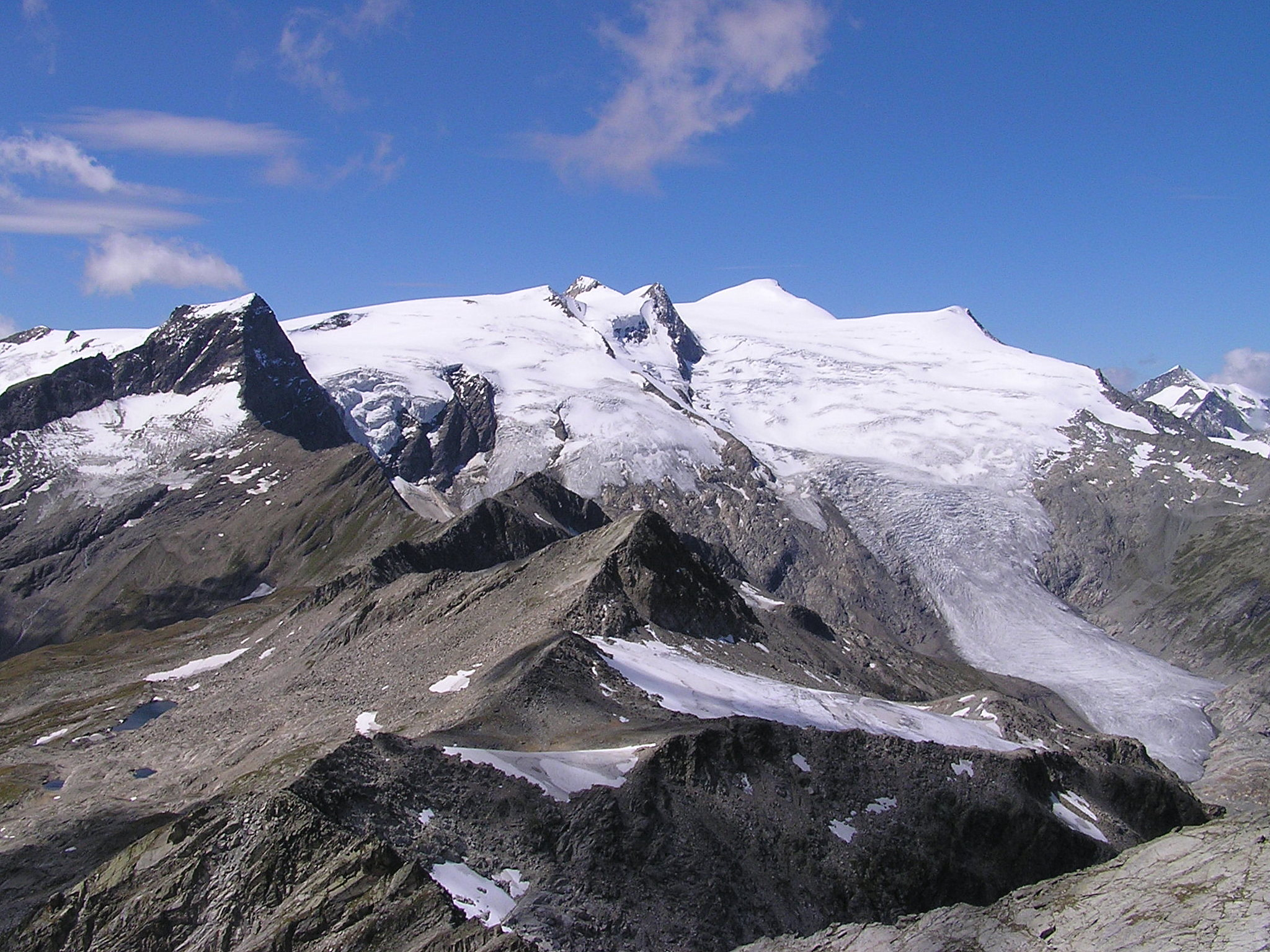
Die zentrale Venedigergruppe vom Wildenkogel aus gesehen
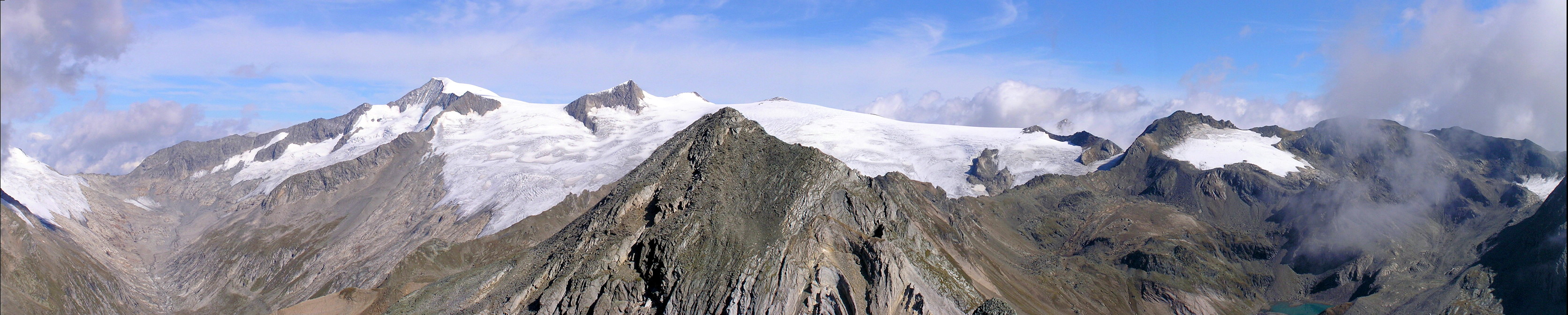
Die zentrale Venedigergruppe von Süden, von der Kreuzspitze (3.164 m) aus gesehen